# Nègres marrons surpris par des chiens
Nègres marrons surpris par des chiens ("Negri cimarroni sorpresi dai cani") è un'opera scultorea in marmo di Carrara dello scultore Louis Samain, situata a Bruxelles.

## Storia
La scena si ispira al celebre romanzo La capanna dello zio Tom (1852) della scrittrice statunitense Harriet Beecher Stowe. Samain creò il gruppo scultoreo a Roma e lo espose al salone triennale brussellese nel 1869. Si trattava di un modello in gesso, ricoperto di una patina color bronzo, che oggi si trova al palazzo di giustizia. Dopo essere stata realizzata, la statua di marmo venne acquistata dallo stato belga nel 1894 e offerta alla città, quindi nel 1896 venne posta a Bruxelles, sull'Avenue Louise, nei pressi dell'intersezione con l'Avenue Legrand. Nel XXI secolo, la scultura venne criticata da alcuni politici e deputati belgi in quanto ritrarrebbe una scena problematica per un'opera a cielo aperto: il deputato Ecolo Kalvin Soiresse Njall propose di aggiungere una targa che spiegasse la presenza dell'opera nello spazio pubblico.

## Descrizione
(Revue artistique et littéraire, 1869)
La statua raffigura uno schiavo fuggito, nudo e in catene che protegge eroicamente suo figlio da due segugi. Gli schiavi che tentavano la fuga erano noti come cimarroni (marrons in francese) e l'atto stesso della fuga era noto come marronaggio. Lo scultore si ispirò a molti gruppi scultorei celebri della storia della scultura europea: con il motivo spesso citato del Laocoonte antico, l'artista mostra il tema della sofferenza eroica e mescola nella posa tesa dello schiavo una citazione diretta del Milone di Crotone di Pierre Puget, e sembra anche che si sia ispirato alle varie raffigurazioni di Ugolino e dei suoi figli (un soggetto tratto dalla Divina Commedia di Dante), come quella di Jean-Baptiste Carpeaux creata tra il 1857 e il 1861.